# West Peoria
West Peoria é uma cidade localizada no estado americano de Illinois, no Condado de Peoria.

## Demografia
Segundo o censo americano de 2000, a sua população era de 4762 habitantes.
Em 2006, foi estimada uma população de 4484, um decréscimo de 278 (-5.8%).

## Geografia
De acordo com o United States Census Bureau tem uma área de
3,3 km², dos quais 3,3 km² cobertos por terra e 0,0 km² cobertos por água.

## Localidades na vizinhança
O diagrama seguinte representa as localidades num raio de 8 km ao redor de West Peoria.